# Andrena phaceliae
Andrena phaceliae är en biart som beskrevs av Mitchell 1960. Andrena phaceliae ingår i släktet sandbin, och familjen grävbin. Inga underarter finns listade i Catalogue of Life.